# Ružomberok-Rybárpole
Ružomberok-Rybárpole – przystanek kolejowy znajdujący się w mieście Rużomberk w kraju żylińskim na linii kolejowej nr 180 na Słowacji.